# Akanda Football Club
Pour les articles homonymes, voir Sapin.
Actualités
Le Akanda Football Club (anciennement FC Sapins) est un club gabonais de football basé à Libreville. En 2012-2013, il évolue en première division gabonaise. En 2011-2012, le club était déjà en D1 et avait terminé 6e.

## Identité visuelle

Ancien logo.
Logo actuel.

## Joueurs emblématiques
Depuis 2011, plusieurs joueurs de la sélection gabonaise ont fait le choix d'évoluer au FC Sapins : c'est le cas notamment de Daniel Cousin, et de Willy et Catilina Aubameyang.
Depuis novembre 2011, l'international camerounais Bill Tchato, évolue également au club.